# Kredyt inwestycyjny
Kredyt inwestycyjny – kredyt bankowy przeznaczany na finansowanie realizowanych przez kredytobiorcę przedsięwzięć, których celem jest odtworzenie, modernizacja lub powiększenie wartości majątku trwałego, jak również zakup wartości niematerialnych i prawnych bądź nabycie udziałów w przedsiębiorstwach lub długoterminowych papierów wartościowych.
Warunkiem uzyskania kredytu inwestycyjnego jest pozytywny wynik prowadzonej przez bank analizy ekonomiczno-finansowej kredytowanego przedsięwzięcia inwestycyjnego. Udzielając kredytów inwestycyjnych, bank zwykle wymaga udziału własnego przedsiębiorstwa, co redukuje ryzyko kredytowe ponoszone przez bank. Większe kredyty inwestycyjne często mają formę kredytów konsorcjalnych.
Kwota kredytu może zostać przekazana kredytobiorcy od razu w całości. Kredyt inwestycyjny może także być wypłacany w transzach lub mieć formę linii kredytowej. W pierwszym przypadku uruchamianie kolejnych transz jest zwykle warunkowane spełnieniem zobowiązań umownych. W drugim przypadku – linii kredytowej – umowa kredytowa nie precyzuje obowiązujących terminów i kwot wypłat środków.
Kredyt inwestycyjny udzielany jest na ogół na dłuższe okresy, a schematy spłat mogą być następujące:
- równe raty kapitałowe, co jest równoważne malejącym ratom sumarycznym, gdyż odsetki są naliczane od coraz niższego kapitału;
- równe raty sumaryczne (raty annuitetowe).

W zależności od umowy z bankiem, istnieje też możliwość jednorazowej spłaty kapitału w dacie zapadalności kredytu (ang. bullet repayment) lub przyjęcie nieregularnego schematu spłat kapitału, ustalonego indywidualnie dla danego kredytu.